# Istorija veštačke inteligencije
Istorija veštačke inteligencije (VI) je otpočeta u antici, mitovima, pričama i glasinama o veštačkim bićima koja su zanatske rukotvorine, i koja su obdarena inteligencijom ili svešću. Seme moderne veštačke inteligencije posadili su filozofi koji su pokušali da opišu proces ljudskog mišljenja kao mehaničku manipulaciju simbolima. Ovaj rad je kulminirao pronalaskom programabilnog digitalnog računara tokom 1940-ih, mašine zasnovane na apstraktnoj suštini matematičkog zaključivanja. Ovaj uređaj i ideje iza njega inspirisale su nekolicinu naučnika da počnu ozbiljno da razgovaraju o mogućnosti izgradnje elektronskog mozga.
Oblast istraživanja veštačke inteligencije osnovana je na radionici održanoj u kampusu Dartmut koledaža, SAD tokom leta 1956. godine.. Oni koji su prisustvovali postali su lideri istraživanja veštačke inteligencije u narednim decenijama. Mnogi od njih su predvideli da će mašina inteligentna kao ljudsko biće postojati za ne više od jedne generacije, i dati su im milioni dolara da ostvare ovu viziju.
Na kraju je postalo očigledno da su istraživači uveliko potcenili težinu projekta. Godine 1974, kao odgovor na kritike Džejmsa Lajhila i stalni pritisak Kongresa, Američka i Britanska vlada prestale su da finansiraju neusmerena istraživanja veštačke inteligencije, a teške godine koje su usledile kasnije će biti poznate kao „zima veštačke inteligencije“. Sedam godina kasnije, vizionarska inicijativa Japanske vlade inspirisala je vlade i industriju da obezbede milijarde dolara za veštačku inteligenciju, ali do kasnih 1980-ih investitori su postali razočarani i ponovo su povukli sredstva.
Ulaganje i interesovanje za veštačku inteligenciju je doseglo vrhunac tokom 2020-ih kada je mašinsko učenje uspešno primenjeno na mnoge probleme u akademskim krugovima i industriji zbog novih metoda, primene moćnog računarskog hardvera i prikupljanja ogromnih skupova podataka.

## Prekurzori

### Mitski, izmišljeni i spekulativni prethodnici

#### Mit i legenda
U grčkoj mitologiji, Talos je bio džin izgrađen od bronze koji je služio kao čuvar ostrva Krit. On bi bacao kamene gromade na brodove osvajača i svakodnevno bi završio 3 kruga oko perimetra ostrva. Prema pseudo-Apolodorovoj Biblioteci, Hefest je iskovao Talosa uz pomoć kiklopa i poklonio automat Minosu. U Argonautici, Jason i Argonauti su ga pobedili pomoću jednog čepa u blizini njegovog stopala koji je, kada je uklonjen, omogućio vitalnom ihoru da iscuri iz njegovog tela i ostavio ga neživim.
Pigmalion je bio legendarni kralj i vajar grčke mitologije, slavno predstavljen u Ovidijevim Metamorfozama. U 10. knjizi Ovidijeve narativne pesme, Pigmalion postaje gadljiv prema ženama nakon što biva svedok načina na koji se Propoetidi prostituišu. Uprkos tome, on daje prinose u hramu Venere tražeći od boginje da mu donese ženu nalik na statuu koju je izrezbario.

#### Srednjovekovne legende o veštačkim bićima
U knjizi O prirodi stvari, koju je napisao švajcarski alhemičar Paracelzus, on opisuje postupak za koji tvrdi da može da izmisli „veštačkog čoveka“. Stavljanjem „čovekove sperme“ u konjsku balegu i hranjenjem „Arkanom čovekove krvi“ posle 40 dana, spletka će postati živo dete.
Najraniji pisani izveštaj o stvaranju golema nalazi se u spisima Eleazara ben Jude od Vormsa u ranom 13. veku. Tokom srednjeg veka, verovalo se da se animacija Golema može postići umetanjem komada papira sa bilo kojim od Božijih imena, u usta glinene figure. Za razliku od legendarnih automata kao što su Bronzane glave, Golem nije mogao da govori.
Takvin, veštačko stvaranje života, bio je česta tema ismajlitskih alhemijskih rukopisa, posebno onih koji se pripisuju Džabiru ibn Hajanu. Islamski alhemičari su pokušali da svojim radom stvore širok spektar života, od biljaka do životinja.
U Faustu: Drugi deo tragedije Johana Volfganga fon Getea, alhemijski izmišljen homunkul, predodređen da zauvek živi u boci u kojoj je napravljen, nastoji da se rodi u puno ljudsko telo. Međutim, nakon pokretanja ove transformacije, bočica se razbije i homunkulus umire.

#### Moderna fikcija
Do 19. veka, ideje o veštačkim ljudima i mašinama za razmišljanje razvile su se u fikciji, kao u Frankenštajnu Meri Šeli ili R.U.R. Karela Čapeka, i spekulacije, kao što je „Darvin među mašinama“ Semjuela Batlera,  i u stvarnim slučajevima, uključujući „Melzelovog šahistu“ Edgara Alana Poa. VI je uobičajena tema u naučnoj fantastici kroz sadašnjost.

#### Automata
Realistične humanoidne automate su pravile zanatlije svih civilizacija, uključujući Jan Šija, heroja Aleksandrije, Džazarija, Pjera Žak-Droza i Volfganga fon Kempelena.
Najstariji poznati automati bili su svete statue starog Egipta i Grčke. Vernici su verovali da je zanatlija prožeo ove figure veoma stvarnim umovima, sposobnim za mudrost i emocije — Hermes Trismegist je napisao da je „otkrivanjem prave prirode bogova čovek uspeo da je reprodukuje“. Engleski naučnik Aleksandar Nekam je tvrdio da je starorimski pesnik Vergilije sagradio palatu sa statuama automata.
Tokom ranog modernog perioda, govorilo se da ovi legendarni automati poseduju magičnu sposobnost da odgovaraju na postavljena pitanja. Za kasnosrednjovekovnog alhemičara i protoprotestanta Rodžera Bejkona se tvrdilo da je proizveo bronzanu glavu, nakon što je razvio legendu da je bio čarobnjak. Ove legende su bile slične nordijskom mitu o Mimirovoj glavi. Prema legendi, Mimir je bio poznat po svom intelektu i mudrosti i bio je obezglavljen u Asir-Vanirskom ratu. Kaže se da je Odin „balzamirao“ glavu biljem i izgovarao bajanja nad njom, tako da je Mimirova glava ostala u stanju da Odinu govori mudrost. Odin je zatim držao glavu blizu sebe radi saveta.

### Formalno rezonovanje
Veštačka inteligencija se zasniva na pretpostavci da se proces ljudske misli može mehanizovati. Proučavanje mehaničkog — ili „formalnog“ — rasuđivanja ima dugu istoriju. Kineski, indijski i grčki filozofi razvili su strukturirane metode formalne dedukcije do prvog milenijuma pre nove ere. Njihove ideje su vekovima razvijali filozofi kao što su Aristotel (koji je dao formalnu analizu silogizma), Euklid (čiji su Elementi bili model formalnog rasuđivanja), el Horezmi (koji je razvio algebru i dao ime „algoritmu“ ) i evropskim sholastičkim filozofima kao što su Vilijam od Okama i Dan Skot.
Španski filozof Ramon Ljul (1232–1315) razvio je nekoliko logičkih mašina posvećenih proizvodnji znanja logičkim sredstvima; Ljul je opisao svoje mašine kao mehaničke entitete koji mogu da kombinuju osnovne i nepobitne istine jednostavnim logičkim operacijama, koje je proizvela mašina pomoću mehaničkih sredstava, na takve načine da se proizvede sva moguća znanja. Ljulov rad je imao veliki uticaj na Gotfrida Lajbnica, koji je ponovo razvio svoje ideje.
U 17. veku, Lajbnic, Tomas Hobs i Rene Dekart su istraživali mogućnost da se sva racionalna misao može učiniti sistematičnom poput algebre ili geometrije. Hobs je čuveno napisao u Levijatanu: „razum nije ništa drugo do računanje“. Lajbnic je zamislio univerzalni jezik rasuđivanja, characteristica universalis, koji bi argumentaciju sveo na kalkulaciju tako da „ne bi bilo više potrebe za raspravom između dva filozofa nego između dvoje računovođa. Jer bi bilo dovoljno uzmu svoje olovke u šake, zajedno sa njihovim tablicama, i da kažu jedan drugom (sa prijateljem kao svedokom, ako žele): Hajde da računamo." Ovi filozofi su počeli da artikulišu hipotezu o sistemu fizičkih simbola koja će postati rukovodeće nastojanje istraživanja veštačke inteligencije.
U 20. veku, proučavanje matematičke logike je omogućilo suštinski proboj koji je veštačku inteligenciju učinio verodostojnom. Osnove su postavili radovi kao što su Bulovi Zakoni misli i Fregeov Begrifšrift. Nadovezujući se na Fregeov sistem, Rasel i Vajthed su predstavili formalni tretman osnova matematike u svom remek-delu Principia Mathematica 1913. Inspirisan Raselovim uspehom, Dejvid Hilbert je pozvao matematičare iz 1920-ih i 30-ih da odgovore na ovo fundamentalno pitanje: „mogu li sva matematička rezonovanja biti formalizovana?" Na njegovo pitanje je odgovoreno Gedelovim dokazom nepotpunosti, Tjuringovom mašinom i Čerčevim Lambda računom.
Njihov odgovor je bio iznenađujući na dva načina. Prvo, dokazali su da, u stvari, postoje granice onoga što matematička logika može postići. Ali drugo (i važnije za VI), njihov rad je sugerisao da bi, u okviru ovih granica, bilo koji oblik matematičkog zaključivanja mogao biti mehanizovan. Čerč-Tjuringova teza je podrazumevala da mehanički uređaj, koji koristi jednostavne simbole kao što su 0 i 1, može da imitira bilo koji zamislivi proces matematičke dedukcije. Ključni uvid je bila Tjuringova mašina — jednostavna teorijska konstrukcija koja je obuhvatila suštinu manipulacije apstraktnim simbolima. Ovaj pronalazak je inspirisao deo naučnog mnjenja da počnu da raspravljaju o mogućnostima mašina za razmišljanje.

### Informatika
Računske mašine su projektovali ili gradili u antici i kroz istoriju mnogi ljudi, uključujući Gotfrida Lajbnica, Džozefa Mari Žakara, Čarlsa Bebidža, Persija Ludgejta, Leonarda Toresa Keveda, Vanevara Buša, i drugi. Ada Lavlejs je spekulisala da je Bebidžova mašina „mašina za razmišljanje ili... rezonovanje“, ali je upozorila „Poželjno je čuvati se mogućnosti preuveličanih ideja koje se pojavljuju u vezi sa moćima“ mašine.
Prvi moderni računari bili su masivne mašine iz Drugog svetskog rata (kao što su Z3 Konrada Zusa, Hit Robinson i Kolos Alana Tjuringa, Atanasof i Beri i ABC i ENIAC na Univerzitetu u Pensilvaniji). ENIAC je bio zasnovan na teorijskoj osnovi koju je postavio Alan Tjuring i razvio Džon fon Nojman, i pokazao se najuticajnijim.

## Literatura
- Russell, Stuart J.; Norvig, Peter. (2021). Artificial Intelligence: A Modern Approach (4th изд.). Hoboken: Pearson. ISBN 978-0134610993. LCCN 20190474.
- Couturat, Louis (1901), La Logique de Leibniz
- Byrne, J. G. (8. 12. 2012). „The John Gabriel Byrne Computer Science Collection” (PDF). Архивирано из оригинала (PDF) 16. 4. 2019. г. Приступљено 8. 8. 2019.
- Mulvihill, Mary (17. 10. 2012). „Ingenious Ireland”.
- Quevedo, L. Torres Quevedo (1914), „Revista de la Academia de Ciencias Exacta”, Ensayos sobre Automática – Su definicion. Extension teórica de sus aplicaciones, 12, стр. 391—418
- Quevedo, L. Torres Quevedo (1915), „Revue Génerale des Sciences Pures et Appliquées”, Essais sur l'Automatique - Sa définition. Etendue théorique de ses applications, 2, стр. 601—611
- Randall, Brian (1982), „From Analytical Engine to Electronic Digital Computer: The Contributions of Ludgate, Torres, and Bush”, fano.co.uk, Приступљено 29. 10. 2018
- Berlinski, David (2000), The Advent of the Algorithm, Harcourt Books, ISBN 978-0-15-601391-8, OCLC 46890682.
- Buchanan, Bruce G. (зима 2005), „A (Very) Brief History of Artificial Intelligence” (PDF), AI Magazine, стр. 53—60, Архивирано из оригинала (PDF) 26. 9. 2007. г., Приступљено 30. 8. 2007.
- Butler, Samuel (13. 6. 1863), „Darwin Among the Machines”, The Press, Christchurch, New Zealand, Приступљено 10. 10. 2008.
- Colby, Kenneth M.; Watt, James B.; Gilbert, John P. (1966), „A Computer Method of Psychotherapy: Preliminary Communication”, The Journal of Nervous and Mental Disease, св. 142 бр. 2, стр. 148—152, PMID 5936301, S2CID 36947398, doi:10.1097/00005053-196602000-00005.
- Colby, Kenneth M. (септембар 1974), Ten Criticisms of Parry (PDF), Stanford Artificial Intelligence Laboratory, REPORT NO. STAN-CS-74-457, Приступљено 17. 6. 2018.
- „AI set to exceed human brain power”, CNN.com, 26. 7. 2006, Приступљено 16. 10. 2007.
- Copeland, Jack (2000), Micro-World AI, Приступљено 8. 10. 2008.
- Cordeschi, Roberto (2002), The Discovery of the Artificial, Dordrecht: Kluwer..
- Crevier, Daniel (1993). AI: The Tumultuous Search for Artificial Intelligence. New York, NY: BasicBooks. ISBN 0-465-02997-3.
- Darrach, Brad (20. 11. 1970), „Meet Shaky, the First Electronic Person”, Life Magazine, стр. 58—68.
- Doyle, J. (1983), „What is rational psychology? Toward a modern mental philosophy”, AI Magazine, св. 4 бр. 3, стр. 50—53.
- Dreyfus, Hubert (1965), Alchemy and AI, RAND Corporation Memo.
- Dreyfus, Hubert (1972), What Computers Can't Do, New York: MIT Press, ISBN 978-0-06-090613-9, OCLC 5056816.
- Dreyfus, Hubert; Dreyfus, Stuart (1986). Mind over Machine: The Power of Human Intuition and Expertise in the Era of the Computer. Oxford, UK: Blackwell. ISBN 978-0-02-908060-3. Приступљено 22. 8. 2020.
- The Economist (7. 6. 2007), „Are You Talking to Me?”, The Economist, Приступљено 16. 10. 2008.
- Feigenbaum, Edward A.; McCorduck, Pamela (1983), The Fifth Generation: Artificial Intelligence and Japan's Computer Challenge to the World, Michael Joseph, ISBN 978-0-7181-2401-4.
- Haugeland, John (1985). Artificial Intelligence: The Very Idea. Cambridge, Mass.: MIT Press. ISBN 978-0-262-08153-5.
- Hawkins, Jeff; Blakeslee, Sandra (2004), On Intelligence, New York, NY: Owl Books, ISBN 978-0-8050-7853-4, OCLC 61273290.
- Hebb, D.O. (1949), The Organization of Behavior, New York: Wiley, ISBN 978-0-8058-4300-2, OCLC 48871099.
- Hewitt, Carl; Bishop, Peter; Steiger, Richard (1973), A Universal Modular Actor Formalism for Artificial Intelligence (PDF), IJCAI, Архивирано из оригинала (PDF) 29. 12. 2009. г.
- Hobbes, Thomas (1651), Leviathan.
- Hofstadter, Douglas (1999) [1979], Gödel, Escher, Bach: an Eternal Golden Braid, Basic Books, ISBN 978-0-465-02656-2, OCLC 225590743.
- Howe, J. (новембар 1994), Artificial Intelligence at Edinburgh University: a Perspective, Приступљено 30. 8. 2007.
- Kahneman, Daniel; Slovic, D.; Tversky, Amos (1982). „Judgment under uncertainty: Heuristics and biases”. Science. New York: Cambridge University Press. 185 (4157): 1124—1131. Bibcode:1974Sci...185.1124T. ISBN 978-0-521-28414-1. PMID 17835457. S2CID 143452957. doi:10.1126/science.185.4157.1124.
- Kaplan, Andreas; Haenlein, Michael (2018), „Siri, Siri in my Hand, who's the Fairest in the Land? On the Interpretations, Illustrations and Implications of Artificial Intelligence”, Business Horizons, 62: 15—25, S2CID 158433736, doi:10.1016/j.bushor.2018.08.004.
- Kolata, G. (1982), „How can computers get common sense?”, Science, 217 (4566): 1237—1238, Bibcode:1982Sci...217.1237K, PMID 17837639, doi:10.1126/science.217.4566.1237.
- Kurzweil, Ray (2005), The Singularity is Near, Viking Press, ISBN 978-0-14-303788-0, OCLC 71826177.
- Lakoff, George (1987), Women, Fire, and Dangerous Things: What Categories Reveal About the Mind, University of Chicago Press., ISBN 978-0-226-46804-4.
- Lakoff G, Johnson M (1999). Philosophy in the flesh: The embodied mind and its challenge to western thought. Basic Books. ISBN 978-0-465-05674-3.
- Lenat, Douglas; Guha, R. V. (1989), Building Large Knowledge-Based Systems, Addison-Wesley, ISBN 978-0-201-51752-1, OCLC 19981533.
- Levitt, Gerald M. (2000), The Turk, Chess Automaton, Jefferson, N.C.: McFarland, ISBN 978-0-7864-0778-1.
- Lighthill, Professor Sir James (1973), „Artificial Intelligence: A General Survey”, Artificial Intelligence: a paper symposium, Science Research Council
- Lucas, John (1961), „Minds, Machines and Gödel”, Philosophy, 36 (XXXVI): 112—127, S2CID 55408480, doi:10.1017/S0031819100057983
- Luger, George; Stubblefield, William (2004). Artificial Intelligence: Structures and Strategies for Complex Problem Solving (5th изд.). Benjamin/Cummings. ISBN 978-0-8053-4780-7. Приступљено 17. 12. 2019.
- Maker, Meg Houston (2006), AI@50: AI Past, Present, Future, Dartmouth College, Архивирано из оригинала 8. 10. 2008. г., Приступљено 16. 10. 2008
- Markoff, John (14. 10. 2005), „Behind Artificial Intelligence, a Squadron of Bright Real People”, The New York Times, Приступљено 16. 10. 2008
- McCarthy, John; Minsky, Marvin; Rochester, Nathan; Shannon, Claude (31. 8. 1955), A Proposal for the Dartmouth Summer Research Project on Artificial Intelligence, Архивирано из оригинала 30. 9. 2008. г., Приступљено 16. 10. 2008
- McCarthy, John; Hayes, P. J. (1969), „Some philosophical problems from the standpoint of artificial intelligence”,  Ур.: Meltzer, B. J.; Mitchie, Donald, Machine Intelligence 4, Edinburgh University Press, стр. 463—502, Приступљено 16. 10. 2008
- McCorduck, Pamela (2004), Machines Who Think (2nd изд.), Natick, MA: A. K. Peters, Ltd., ISBN 978-1-56881-205-2, OCLC 52197627.
- McCullough, W. S.; Pitts, W. (1943), „A logical calculus of the ideas immanent in nervous activity”, Bulletin of Mathematical Biophysics, 5 (4): 115—127, doi:10.1007/BF02478259
- Menabrea, Luigi Federico; Lovelace, Ada (1843), „Sketch of the Analytical Engine Invented by Charles Babbage”, Scientific Memoirs, 3, Приступљено 29. 8. 2008
- Minsky, Marvin (1967), Computation: Finite and Infinite Machines, Englewood Cliffs, N.J.: Prentice-Hall
- Minsky, Marvin; Papert, Seymour (1969), Perceptrons: An Introduction to Computational Geometry, The MIT Press, ISBN 978-0-262-63111-2, OCLC 16924756
- Minsky, Marvin (1974), A Framework for Representing Knowledge, Архивирано из оригинала 07. 01. 2021. г., Приступљено 16. 10. 2008
- Minsky, Marvin (1986), The Society of Mind, Simon and Schuster, ISBN 978-0-671-65713-0, OCLC 223353010
- Minsky, Marvin (2001), It's 2001. Where Is HAL?, Dr. Dobb's Technetcast, Приступљено 8. 8. 2009
- Moravec, Hans (1976), The Role of Raw Power in Intelligence, Архивирано из оригинала 3. 3. 2016. г., Приступљено 16. 10. 2008
- Moravec, Hans (1988), Mind Children, Harvard University Press, ISBN 978-0-674-57618-6, OCLC 245755104
- Needham, Joseph (1986). Science and Civilization in China: Volume 2. Taipei: Caves Books Ltd.
- NRC (1999), „Developments in Artificial Intelligence”, Funding a Revolution: Government Support for Computing Research, National Academy Press, ISBN 978-0-309-06278-7, OCLC 246584055
- Newell, Allen; Simon, H. A. (1963), „GPS: A Program that Simulates Human Thought”,  Ур.: Feigenbaum, E.A.; Feldman, J., Computers and Thought, New York: McGraw-Hill, ISBN 978-0-262-56092-4, OCLC 246968117
- Newquist, HP (1994), The Brain Makers: Genius, Ego, And Greed in the Quest For Machines That Think, New York: Macmillan/SAMS, ISBN 978-0-9885937-1-8, OCLC 313139906
- Nick, Martin (2005), Al Jazari: The Ingenious 13th Century Muslim Mechanic, Al Shindagah, Приступљено 16. 10. 2008.*
- O'Connor, Kathleen Malone (1994), The alchemical creation of life (takwin) and other concepts of Genesis in medieval Islam, University of Pennsylvania, стр. 1—435, Приступљено 10. 1. 2007
- Olsen, Stefanie (10. 5. 2004), Newsmaker: Google's man behind the curtain, CNET, Приступљено 17. 10. 2008.
- Olsen, Stefanie (18. 8. 2006), Spying an intelligent search engine, CNET, Приступљено 17. 10. 2008.
- Pearl, J. (1988), Probabilistic Reasoning in Intelligent Systems: Networks of Plausible Inference, San Mateo, California: Morgan Kaufmann, ISBN 978-1-55860-479-7, OCLC 249625842.
- Russell, Stuart J.; Norvig, Peter (2003), Artificial Intelligence: A Modern Approach (2nd изд.), Upper Saddle River, New Jersey: Prentice Hall, ISBN 0-13-790395-2.
- Poole, David; Mackworth, Alan; Goebel, Randy (1998), Computational Intelligence: A Logical Approach, Oxford University Press., ISBN 978-0-19-510270-3.
- Samuel, Arthur L. (јул 1959), „Some studies in machine learning using the game of checkers”, IBM Journal of Research and Development, 3 (3): 210—219, CiteSeerX 10.1.1.368.2254 , S2CID 2126705, doi:10.1147/rd.33.0210, Архивирано из оригинала 3. 3. 2016. г., Приступљено 20. 8. 2007.
- Searle, John (1980), „Minds, Brains and Programs”, Behavioral and Brain Sciences, 3 (3): 417—457, doi:10.1017/S0140525X00005756, Архивирано из оригинала 10. 12. 2007. г., Приступљено 13. 5. 2009
- Simon, H. A.; Newell, Allen (1958), „Heuristic Problem Solving: The Next Advance in Operations Research”, Operations Research, 6: 1—10, doi:10.1287/opre.6.1.1.
- Simon, H. A. (1965), The Shape of Automation for Men and Management, New York: Harper & Row.
- Skillings, Jonathan (2006), Newsmaker: Getting machines to think like us, CNET, Приступљено 8. 10. 2008.
- Tascarella, Patty (14. 8. 2006), „Robotics firms find fundraising struggle, with venture capital shy”, Pittsburgh Business Times, Приступљено 15. 3. 2016.
- Turing, Alan (1936—1937), „On Computable Numbers, with an Application to the Entscheidungsproblem”, Proceedings of the London Mathematical Society, 2, 42 (42): 230—265, S2CID 73712, doi:10.1112/plms/s2-42.1.230, Приступљено 8. 10. 2008.
- Turing, Alan (октобар 1950), „Computing Machinery and Intelligence”, Mind, LIX (236): 433—460, ISSN 0026-4423, doi:10.1093/mind/LIX.236.433.
- Turkle, Sherry (1984). The second self: computers and the human spirit. Simon and Schuster. ISBN 978-0-671-46848-4. OCLC 895659909.
- Wason, P. C.; Shapiro, D. (1966). „Reasoning”.  Ур.: Foss, B. M. New horizons in psychology. Harmondsworth: Penguin. Приступљено 18. 11. 2019.
- Weizenbaum, Joseph (1976), Computer Power and Human Reason, W.H. Freeman & Company, ISBN 978-0-14-022535-8, OCLC 10952283.